# 田中真美子
田中真美子（日语：／ Tanaka Mamiko，1996年12月11日—），日本前女子籃球員，2019年—2023年曾效力於WJBL富士通紅浪女籃隊，位置為大前鋒。2023年宣佈引退，2024年與棒球巨星大谷翔平結婚。

## 簡歷
田中真美子，1996年12月11日出生於日本東京都日野市，畢業於日野市立仲田小學校、日野市立日野第一中學校。東京成德大學高校畢業後，進入早稻田大学。
田中真美子曾多次入選日本青年國家隊，包括2011年亞洲U16、2012年世界U17、2014年亞洲U18、2017年世大運、2019年世大運等，主要位置為中鋒。
2019年，田中真美子加入WJBL富士通紅浪隊，在該隊的位置為大前鋒。2021年，入選2021年亞洲盃女子籃球賽日本代表選拔隊，但最終未進入正選12人名單。同年入選2021年FIBA 3x3 女子奧運資格賽日本代表隊預備隊，但未進入正選名單。2023年從富士通紅浪隊引退。
2024年2月28日（UTC+8時區為2月29日），旅美的日本棒球員大谷翔平於個人Instagram宣布結婚，當時他只宣稱對象為一位日本人女性，並未公開她的真正身份。其後大谷再於3月14日在個人Instagram限時動態貼出與妻子的合照，從該照片可得知大谷翔平之妻是田中真美子。
美國洛杉磯時間2025年4月19日，宣布長女誕生。

## 日本女子籃球代表隊經歷
- 2011年亞洲U16青年女子籃球錦標賽
- 2012年U17世界青年女子籃球錦標賽
- 2014年亞洲U18青年女子籃球錦標賽
- 2017年威廉·瓊斯盃國際籃球邀請賽
- 2017年夏季世界大學生運動會
- 2019年夏季世界大學運動會